# Barry Bannan
Barry Bannan (Airdrie, 1989. december 1. –) skót labdarúgó, aki jelenleg az Aston Villában játszik, középpályásként.

## Pályafutása

### Aston Villa
Barry a 2007/08-as szezonban 32 meccset játszott az Aston Villa ifiakadémiáján és 13 gólt szerzett, ezzel sokat segített a csapatnak az ifibajnokság megnyerésében. A tartalékok között tízszer kapott lehetőséget és egy gólt lőtt. A Villa kényelmesen megnyerte a tartalékbajnokságot is. Jó teljesítményének köszönhetően a birminghamiek egy két évre szóló profi szerződéssel lepték meg.
2008. december 17-én debütált az első csapatnál, amikor csereként lépett pályára egy Hamburger SV elleni UEFA-kupa-mérkőzésen. 2009 februárjában a CSZKA Moszkva ellen is lehetőséget kapott. Március 13-án egy hónapra kölcsönvette a Derby County. Egy Sheffield United elleni bajnokin mutatkozott be és gólt is szerzett. Olyan jó benyomást tett a Derby menedzserére, Nigel Clough-ra, hogy a szezon végéig meghosszabbította a kölcsönszerződését.
Az is felmerült, hogy Barry a 2009/10-es idényt már a Kosok játékosaként kezdi meg, de egy nyilatkozatában elmondta, hogy inkább az Aston Villánál maradna.

## Külső hivatkozások
- Barry Bannan pályafutásának statisztikái a Soccerbase oldalon (angolul)

- Barry Bannan adatlapja az Aston Villa honlapján